# Ischnura carpentieri
Ischnura carpentieri là một loài chuồn chuồn kim trong họ Coenagrionidae.
Ischnura carpentieri được miêu tả khoa học năm 1946 bởi Fraser.